# Gnaeus Cornelius Lentulus (Konsul 18 v. Chr.)
Gnaeus Cornelius Lentulus (* vor 61 v. Chr.; † 25) war ein römischer Politiker und Senator.
Er war der Sohn eines Lucius Cornelius Lentulus, vermutlich Lucius Cornelius Lentulus Crus, Konsul 49 v. Chr. Im Jahr 18 v. Chr. bekleidete er zusammen mit Publius Cornelius Lentulus Marcellinus das ordentliche Konsulat des Jahres.
Vermutlich um das Jahr 11 n. Chr. unternahm er im Auftrag des Augustus einen Feldzug gegen die Daker und Geten, später schlug er auch die Sarmaten zurück. In hohem Alter war er gut mit Kaiser Tiberius befreundet.
Sein Sohn war Cossus Cornelius Lentulus, Konsul des Jahres 1 v. Chr.